# CEBA Guadalajara
O CDE Escuela de Baloncesto Alçarreña é um clube profissional de basquetebol situado na cidade de Guadalajara, Castela-La Mancha, Espanha que atualmente disputa a Primeira Divisão Nacional.

## História
O clube foi fundado em 2011 para substituir o Club Baloncesto Guadalajara que havia sido dissolvido. Em Agosto de 2012, o time conquistou uma vaga na LEB Prata.
Em sua primeira temporada, CEBA Guadalajara foi o campeão da Copa LEB Prata após vencer o Unión Financiera Asturiana Oviedo Baloncesto por 78–71.

## Temporada por Temporada
| Temporada | Nível | Divisão    | Pos. | Pós Temporada    | TR    | PL  | Copas          | Copas |
| --------- | ----- | ---------- | ---- | ---------------- | ----- | --- | -------------- | ----- |
| 2012–13   | 3     | LEB Prata  | 4    | Semifinalista    | 12–8  | 1–4 | Copa LEB Plata | C     |
| 2013–14   | 3     | LEB Prata  | 6    | Quartas de Final | 13–11 | 1–2 | –              | –     |
| 2014–15   | 3     | LEB Prata  | 3    |                  | 26-12 |     | Copa LEB Plata | F     |
| 2015–16   | 5     | 1ª divisão | 4    |                  | 15-8  |     |                |       |
| 2016–17   | 5     | 1ª divisão | 4    |                  | 13-10 |     |                |       |
| 2017–18   | 5     | 1ª divisão |      |                  |       |     |                |       |

## Referencias
1. ↑  Perfil no Sítio da LEB Prata adecoplata.es visualizado em 21 de fevereiro de 2015
2. ↑  El CEBA Guadalajara, inscrito oficialmente en LEB Plata canal19.tv 14 Agosto de 2012
3. ↑  crônica da final da Copa LEB Prata adeccoplata.es Visualizado em 21 de Fevereiro de 2014